# Alfred Preuß

Alfred Preuß

Alfred Preuß (* 26. März 1887 in Rothfließ; † 1. Februar 1947) war ein deutscher Politiker (NSDAP).

## Leben und Wirken
Preuß besuchte die Volksschule in Rothfließ, dann die Mittel- und Realschule in Allenstein. Anschließend schlug er 1904 die mittlere Postbeamtenlaufbahn ein. In den folgenden Jahren arbeitete Preuß als Oberpostsekretär in Königsberg.
Von 1909 bis 1910 gehörte Preuß dem Infanterieregiment 41 an. Ab dem 2. August 1914 nahm Preuß als Reserveoffizier des Landwehrinfanterieregiments Nr. 18 am Ersten Weltkrieg teil. Infolge einer Verwundung und von Krankheit wurde Preuß 1916 wieder von der Postverwaltung angefordert und kehrte in seine alte Stellung zurück.
1923 wurde Preuß Dritter Vorsitzender des Deutschen Postverbandes, Bezirksverein Königsberg. Zum 1. September 1928 trat er in die NSDAP ein (Mitgliedsnummer 99.300).
Bei der Reichstagswahl im Juli 1932 wurde Preuß als Kandidat der NSDAP für den Wahlkreis 1 (Ostpreußen) in den Reichstag gewählt, dem er bis zum Zusammenbruch 1945 angehörte. Als Abgeordneter stimmte er 1933 dem Ermächtigungsgesetz zu. 1933 gehörte er kurzzeitig dem Provinziallandtag der Provinz Ostpreußen an.
Während der NS-Zeit war Preuß in Ostpreußen Leiter des Gauamtes für Beamte der NSDAP. 1943 wurde er Präsident der Reichspostdirektion Gumbinnen.
Laut der Datenbank des Volksbundes Kriegsgräberfürsorge verstarb Preuß am 1. Februar 1947. Sein Grab befindet sich auf der Kriegsgräberstätte in Hövelhof (Endgrabanlage, Grab 68).